# Patrick Brazeau
Pour les articles homonymes, voir Brazeau.
Patrick Brazeau, né le 11 novembre 1974 à Maniwaki, au Québec, est un homme politique canadien et membre du Sénat du Canada. Il y a représenté le Parti conservateur et siège actuellement comme sénateur indépendant. Il fait partie de la nation algonquine.

## Biographie
Patrick Brazeau est né d'une mère non-autochtone et d'un père autochtone. Il s'est joint au Congrès des peuples autochtones en 2001 et en est élu chef national en 2006. Il est nommé sénateur par le premier ministre Stephen Harper le 8 janvier 2009.
Nommé à l'âge de 34 ans, il est le troisième plus jeune sénateur de l'histoire canadienne. Il est également le quinzième sénateur autochtone depuis les débuts de la Confédération.
Le 31 mars 2012, Patrick Brazeau affronte Justin Trudeau, député libéral de Papineau et futur premier ministre du Canada, dans un combat de boxe d'exhibition visant à amasser des fonds pour la recherche contre le cancer. Après un début explosif de Brazeau, Trudeau reprend le dessus au deuxième round. Au troisième engagement, le visage ensanglanté de Brazeau convainc l'arbitre de mettre fin au combat en faveur du libéral. 
Il est exclu du caucus conservateur le 7 février 2013, pour des allégations de violence conjugale pour lesquelles il est ensuite blanchi. Il est depuis brièvement chroniqueur au journal satirique Frank, d'où il est congédié, puis il devient ensuite gérant d'un bar de danseuses à Ottawa.
En 2015, Patrick Brazeau plaide coupable à une accusation de voies de fait simple et de possession de cocaïne.
Il est de retour au Sénat depuis 2016.